# Manoir de Kergurion
Le manoir de Kergurion est un édifice situé à Plaudren en France.

## Localisation
Le manoir est situé sur le territoire de la commune de Plaudren, au lieu-dit Kergurion, dans le département du Morbihan en région Bretagne.

## Description
Le manoir actuel date du XVIe siècle, édifice à un étage carré, construit en moellons sans chaîne en pierre de taille de granite et de schiste.Toiture à longs pans,  pignon découvert. Escalier dans-œuvre : escalier tournant à retours sans jour.

## Historique
Le manoir est possédé en 1420 par Gilles d'Auray. La partie centrale du logis date du XVIe siècle, il est remanié au XVIIIe siècle (escalier, étage). Les parties latérales du logis sont construites vers 1750 par le chevalier de la Choue (propriétaire depuis 1749), il fait détruire toutes les défenses du manoir vers 1750 ; les piliers de l'entrée sud du jardin sont datés de 1753. Le logis est remanié dans la première moitié du XXe siècle.
Il est inscrit à l'inventaire général du patrimoine culturel.